# Bogdănești (okręg Prahova)
Bogdănești – wieś w Rumunii, w okręgu Prahova, w gminie Gornet. W 2011 roku liczyła 49 mieszkańców.